# Chrysometa chulumani
Chrysometa chulumani là một loài nhện trong họ Tetragnathidae.
Loài này thuộc chi Chrysometa. Chrysometa chulumani được Herbert W. Levi miêu tả năm 1986.